# 윈도우 모바일 센터
윈도우 모바일 센터(영어: Windows Mobility Center)는 윈도우 비스타에  처음 도입된 마이크로소프트 윈도우의 구성 요소이며, 휴대용 컴퓨팅 정보를 중점적으로 이용할 수 있게 도와준다. 이 기능은 윈도우 7에도 포함되어 있다. 한국어 버전에서는 "윈도우 모바일 센터" 제어판 애플릿을 찾을 수 있지만, 실제 영문 이름은 윈도우 모빌리티 센터이다.

## 개요
윈도 모바일 센터의 인터페이스는 여덟 가지 정보를 보여 주고 있으며, 그 정보에 맞는 구성요소가 제각기 각 여덟 군데의 직사각형에 포함되어 있다. 표시되는 칸은 시스템에 따라 달라진다. 윈도우 비스타는 다음의 칸을 포함하고 있다.
|  | - 밝기 조절 - 소리 조절 / 조용히 - 배터리 상태 / 전원 관리 - 무선 네트워크 상태 |  | - 화면 방향 - 외부 디스플레이 - 동기화 센터 - 프레젠테이션 설정 |

이 밖의 다른 틀은 휴대용 컴퓨터 제조업체들이 자사의 제품에 맞는 고유의 기능을 위해 추가되기도 한다.
윈도우 모바일 센터는 앞서 언급한 바와 같이 제어판에 위치해 있으며, ⊞ Win+X 키를 눌러서 실행할 수도 있다. 휴대용 컴퓨터가 아닌 환경에서는 실행할 수 없다.
윈도우 모바일 센터는 윈도우 비스타의 홈 베이직, 홈 프리미엄, 비즈니스, 엔터프라이즈, 얼티밋 에디션에서 찾을 수 있다.

## 같이 보기
- 윈도우 비스타